# Bitwa o Fort Sumter
Bitwa o Fort Sumter – pierwsza bitwa wojny secesyjnej, stoczona w dniach 12–14 kwietnia 1861 roku na terenie obecnego hrabstwa Charleston w Karolinie Południowej pomiędzy Skonfederowanymi Stanami Ameryki a USA.   

## Przyczyny
W odpowiedzi na wybór Abrahama Lincolna na prezydenta, w listopadzie 1860, Karolina Południowa ogłosiła 20 grudnia secesję. W następnych tygodniach odłączyły się kolejne stany Południa, w sumie siedem. 7 lutego 1861 utworzyły one Skonfederowane Stany Ameryki. Znikoma reakcja rządu federalnego Stanów Zjednoczonych na toczące się wypadki była z jednej strony spowodowana nieudolnością ustępującego prezydenta, Jamesa Buchanana, z drugiej zaś strony administracja żywiła nadzieję, że konflikt uda się przerwać na drodze kompromisu politycznego.
Sytuację zaostrzyła chęć przejęcia przez Konfederację obiektów wojskowych rządu federalnego leżących na jej terytorium. Placówek było niewiele w związku z mało liczebną armią w czasach pokoju. Większość infrastruktury Konfederaci przejęli pokojowo. Wyjątkami były cztery forty, pośród których najważniejszym był Fort Sumter. Strzegł on wejścia do portu jednego z najważniejszych miast Południa – Charleston.
Pomimo małej załogi Fort Sumter był uważany za nowoczesny i trudny do zdobycia. Od momentu ogłoszenia secesji przez Karolinę Południową stacjonujący tam garnizon znalazł się pod narastającą presją sił Konfederatów, które zablokowały fort. 9 stycznia 1861 statek Star of the West próbujący dostarczyć zaopatrzenie dla placówki został ostrzelany przez baterie konfederackie i zmuszony do odwrotu.
Rząd Skonfederowanych Stanów Ameryki zwlekał z podjęciem próby zdobycia fortu, obawiając się, że zostanie uznany przez opinię publiczną za agresora w momencie kiedy inne stany Południa w dalszym ciągu rozważały przyłączenie się do wojny. Abraham Lincoln zaoferował nawet, że wycofa wojska federalne z Fort Sumter, jeżeli kluczowy stan Wirginia podejmie decyzję o pozostaniu w Unii.
W związku z trwającym impasem w stosunkach pomiędzy amerykańskimi stanami w forcie zabrakło żywności. Wówczas prezydent Stanów Zjednoczonych 4 kwietnia 1861 podjął decyzję o wysłaniu ekspedycji eskortowanej przez okręty US Navy. Statki wysłano celem dostarczenia zaopatrzenia, o czym 6 kwietnia poinformowano gubernatora stanu Karolina Południowa. Trzy dni później rząd Konfederacji zdecydował, że fort ma zostać zdobyty przed przybyciem planowanej pomocy z Północy.

## Przebieg bitwy
Dnia 10 kwietnia 1861 generał Pierre G.T. Beauregard dowodzący siłami Skonfederowanych Stanów Ameryki, stacjonującymi pod Charleston, zażądał poddania się garnizonu Unii z Fort Sumter. Major Robert Anderson, dowódca załogi, odrzucił to żądanie.
W obliczu odmowy, 12 kwietnia 1861 Konfederaci rozpoczęli ostrzał artyleryjski fortu, z którym obrońcy nie byli w stanie sobie poradzić. Major Anderson 13 kwietnia o 14:30 zdecydował o kapitulacji bronionej placówki wojskowej. Unioniści opuścili ją następnego dnia. Żadna ze stron nie odnotowała strat w czasie walk.

## Fort Sumter National Monument
Fort Sumter jest obecnie objęty ochroną federalną jako narodowy pomnik Stanów Zjednoczonych i jest zarządzany przez National Park Service.